# Dopplerfreie Sättigungsspektroskopie
Die Dopplerfreie Sättigungsspektroskopie, oft auch kurz Sättigungsspektroskopie, ist in der Laserspektroskopie ein hochauflösendes spektroskopisches Verfahren zur Untersuchung atomarer Spektren, bei dem durch geeigneten Versuchsaufbau die Effekte der Dopplerverbreiterung vermieden werden. Das Verfahren ermöglicht, Effekte wie die Hyperfeinstruktur und die natürliche Linienbreite atomarer Spektren zu vermessen.

## Experimenteller Aufbau

Prinzipieller Messaufbau

Der prinzipielle Aufbau bei der Sättigungsspektroskopie besteht darin, dass ein durchstimmbarer Laser durch einen Strahlteiler in zwei Teilstrahlen unterschiedlicher Intensität aufgespalten wird. Beide Teilstrahlen werden über Spiegel so umgelenkt, dass sie parallel, aber gegenläufig (anti-kollinear) durch die zu vermessende Probe (z. B. ein Gas) verlaufen. Dabei nennt man den stärkeren Strahl Pump- oder auch Sättigungsstrahl, den schwächeren Test-, Abfrage- oder Probestrahl. Der Probestrahl wird in ein Spektrometer geleitet, an dem abgelesen werden kann, welche Frequenzen in der Probe absorbiert wurden.
Alternativ ist es möglich, ohne Verwendung eines Strahlteilers zwei Laser mit gleicher Frequenz zu benutzen. Dabei muss allerdings zusätzlich sichergestellt werden, dass beide Laser tatsächlich mit derselben Frequenz betrieben werden, was einen größeren Aufwand erfordert.
Die Verwendung zweier gegenläufiger Strahlen stellt den Unterschied zur „normalen“ Spektroskopie dar, bei der nur ein einzelner Strahl durch die Probe direkt in den Detektor gelenkt wird.

## Physikalische Erklärung

Besetzungsdichte bei der Sättigungsspektroskopie mit den Bennet-Löchern von Pump- und Abfragestrahl.

Zur Beschreibung verwendet man die Betrachtung unterschiedlicher Geschwindigkeitsklassen der Teilchen der Probe, die durch die thermische Bewegung nach der Maxwell-Boltzmann-Verteilung gegeben ist. Aufgrund der Dopplerverschiebung findet Absorption bei der Absorptionsfrequenz {\displaystyle f_{0}} für einen einfallenden Laserstrahl der Frequenz {\displaystyle f} nur für Teilchen der Geschwindigkeitsklasse {\displaystyle v_{z}=\lambda (f-f_{0})} statt. Bei einem entgegengesetzt laufenden Laserstrahl entsprechend {\displaystyle v_{z}=-\lambda (f-f_{0})}.

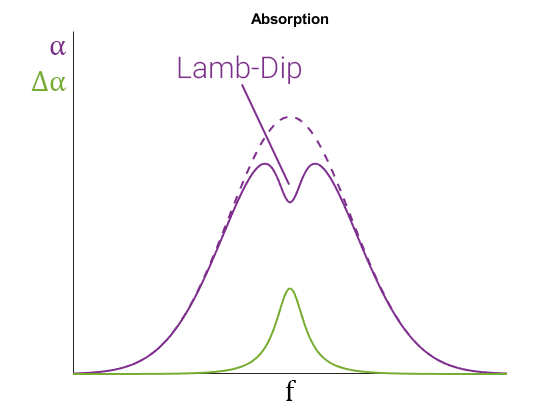
Lamb-Dip im Absorptionsspektrum.

Haben sowohl Pump- als auch Abfragestrahl die Frequenz {\displaystyle f}, dann können nur zwei Fälle auftreten:
- {\displaystyle f\neq f_{0}}: Beide Strahlen werden aufgrund des optischen Dopplereffekts von sich entgegengesetzt bewegenden Teilchen, also unterschiedlichen Geschwindigkeitsklassen, absorbiert. In der Besetzungsdichte des unteren Niveaus zeigen sich zwei Minima (Bennet-Loch, siehe Animation rechts). Auf dem Detektor sieht man das Dopplerverbreiterte Profil des Abfragestrahls.

- {\displaystyle f=f_{0}} (Resonanz): Beide Strahlen werden von den relativ zur Strahlenrichtung ruhenden oder sich senkrecht zum Strahl bewegenden Teilchen, also der gleichen Geschwindigkeitsklasse {\displaystyle v_{z}=0}, absorbiert. In diesem Fall tritt keine Dopplerverschiebung mehr auf und die Bennet-Löcher überlagern sich. Aufgrund der hohen Intensität des Pumpstrahls kommt es zu einer großen Zahl angeregter Zustände, wobei das untere Niveau entvölkert und das obere Niveau gesättigt wird. Der Abfragestrahl wird deshalb kaum noch absorbiert und im Absorptionsprofil zeigt sich in der ursprünglich dopplerverbreiterten Kurve ein starker Einschnitt, der sogenannte Lamb-Dip in der Form der natürlichen Linienbreite.

Bildet man im Fall der Resonanz beispielsweise mit einem Lock-In Verstärker die Differenz der Absorptionsspektren mit und ohne Sättigungsstrahl, erhält man ein Absorptionsprofil ohne Dopplerverbreiterung. Die Breite der Linien ist jetzt nur noch durch deren natürliche Linienbreite gegeben.

## Cross-Over Signal

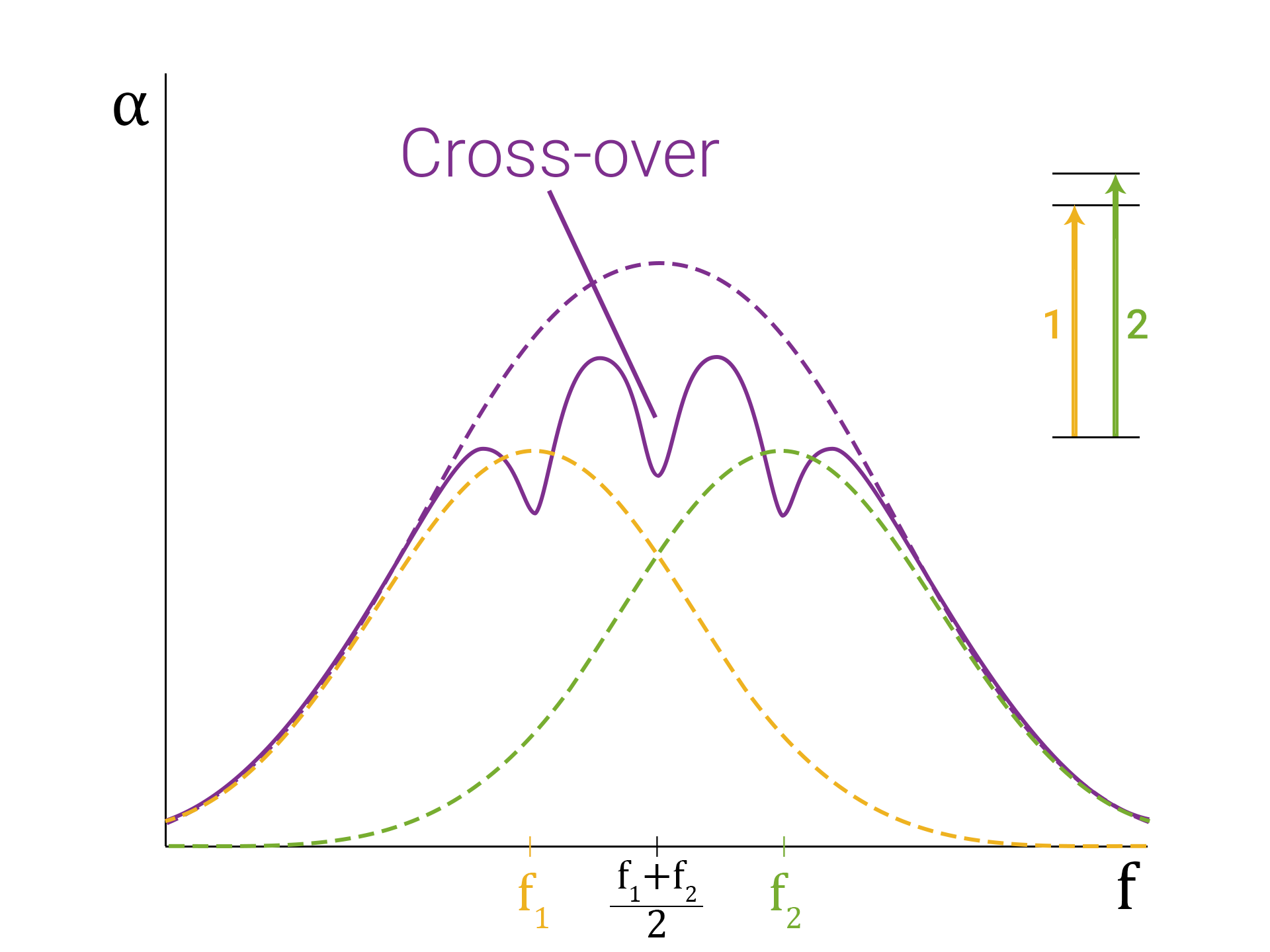
Cross-Over Signal zwischen den Lamb-Dips der Übergänge und mit einem gemeinsamen Niveau.

Im Absorptionsspektrum zeigt sich zwischen den Lamb-Dips zweier Übergänge {\displaystyle f_{1}}und {\displaystyle f_{2}} mit gemeinsamem oberen bzw. unteren Niveau ein zusätzliches Überkreuzungs-Signal (Cross-Over Signal) bei der mittleren Frequenz:
{\displaystyle f_{c}={\frac {f_{1}+f_{2}}{2}}}
Dies kann dadurch erklärt werden, dass bei dieser Frequenz die entgegengesetzte Dopplerverschiebung des Pump- und Abfragestrahls auf den beiden Übergängen gleich groß, jedoch entgegengesetzt ist, so dass sowohl die Entvölkerung durch den Pumpstrahl als auch die Absorption durch den Abfrage-Strahl bei der gleichen Geschwindigkeitsklasse auftreten, wodurch die Absorption analog zur Entstehung der Lamb-Dips verringert ist.
Bei gemeinsamem unteren Niveau ergibt sich ein zusätzliches Absorptionsminimum, bei gemeinsamem oberen Niveau ein Absorptionsmaximum.
Die Halbwertsbreite des Cross-Over ergibt sich aus den Halbwertsbreiten der beteiligten Übergänge:
{\displaystyle \gamma _{c}={\frac {\gamma _{1}+\gamma _{2}}{2}}}

## Weitere Methoden

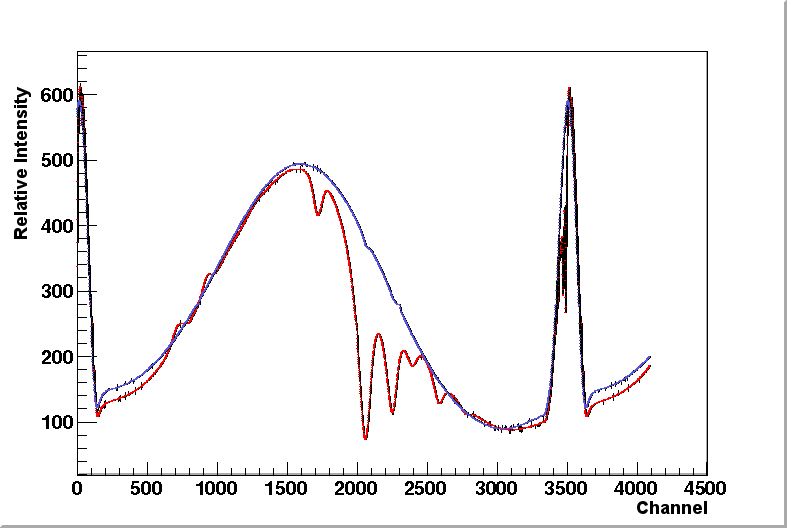
Absorptionsspektren des ersten angeregten Zustands von Rubidium: die mit herkömmlicher Laserspektroskopie (blau) nicht sichtbare Hyperfeinstruktur wird erst durch die Dopplerfreie Sättigungsspektroskopie (rot) aufgelöst.

### Sättigungsspektroskopie
Neben der Differenzbildung der Absorptionsspektren mit und ohne Sättigungsstrahl kann auch die Fluoreszenz gemessen werden, wobei die Lamb-Dips im Fluoreszensspektrum sichtbar werden. Dies bietet sich vor allem bei Proben mit geringer Dichte (und daher geringer Absorption) an.
Wird die Probe direkt in den Resonator eines Lasers gebracht, so sind die Verluste durch Absorption im Resonanzfall minimal, wodurch die Laserleistung hier ein scharfes Maximum aufweist. Regelt man die Laserfrequenz aktiv auf dieses Maximum, lassen sich Laser mit sehr genau definierter und stabilisierter Wellenlänge bauen.

### Zwei-Photonen-Spektroskopie
Bei der Dopplerfreien Zwei-Photonen-Spektroskopie erfolgt die Absorption durch zwei verschiedene Photonen aus den beiden entgegengesetzt laufenden Strahlen (Zwei-Photonen-Absorption). Dies ist in Analogie zur Sättigungsspektroskopie nur für den Fall {\displaystyle f=f_{0}} möglich, bei dem keine Dopplerverschiebung stattfindet.